# ジョン・T・ブラウン
ジョン・トーマス・ブラウン (John Thomas Browne、1845年3月23日 – 1941年8月19日)はアイルランド系カトリック教徒のテキサス州ヒューストン市長。アイルランド島リムリック県バリーランダースで生まれた。ヒューストン消防署設立に尽力した。同署paid forceを1892年から1896年まで、さらにテキサス州下院議員を1897年から1899年と1907年まで務めた。1871年9月13日にモリー・バージンと結婚した。"The Fighting Irishman"や"Honest John"と呼ばれていた。Ancient Order of HiberniansやKnights of Columbus会員であった。ヒューストンで肺炎で死亡し、グレンウッド墓地（テキサス州ヒューストン）に埋葬された。